# Casandria drucei
Casandria drucei là một loài bướm đêm trong họ Noctuidae.